# Catedral de San Juan Bautista (Trujillo, Honduras)
La Catedral de San Juan Bautista o simplemente Catedral de Trujillo es el nombre que recibe un edificio religioso que está afiliado a la Iglesia Católica y se encuentra en la ciudad de Trujillo la capital del departamento de Colón al norte del país centroamericano de Honduras. No debe ser confundida con las catedrales católicas de otras ciudades con el mismo nombre en Trujillo, Perú (Catedral de Santa María) y Trujillo, Venezuela (Catedral de Nuestra Señora de la Paz).

## Historia
El templo fue construido en 1832 tras que reemplazase la Iglesia de Truxillo. La catedral sigue el rito romano o latino y es la iglesia principal de la diócesis de Trujillo en Honduras (Dioecesis Truxillensis in Honduria) que fue creada en 1987 mediante la bula "Pro Supremi" del papa Juan Pablo II.
Destaca su reloj comprado en Estados Unidos en 1888 y traído de España en 1889. La iglesia fue restaurada totalmente en el 2011.
Esta bajo la responsabilidad pastoral del obispo Luis Felipe Solé Fa.

## Véase también

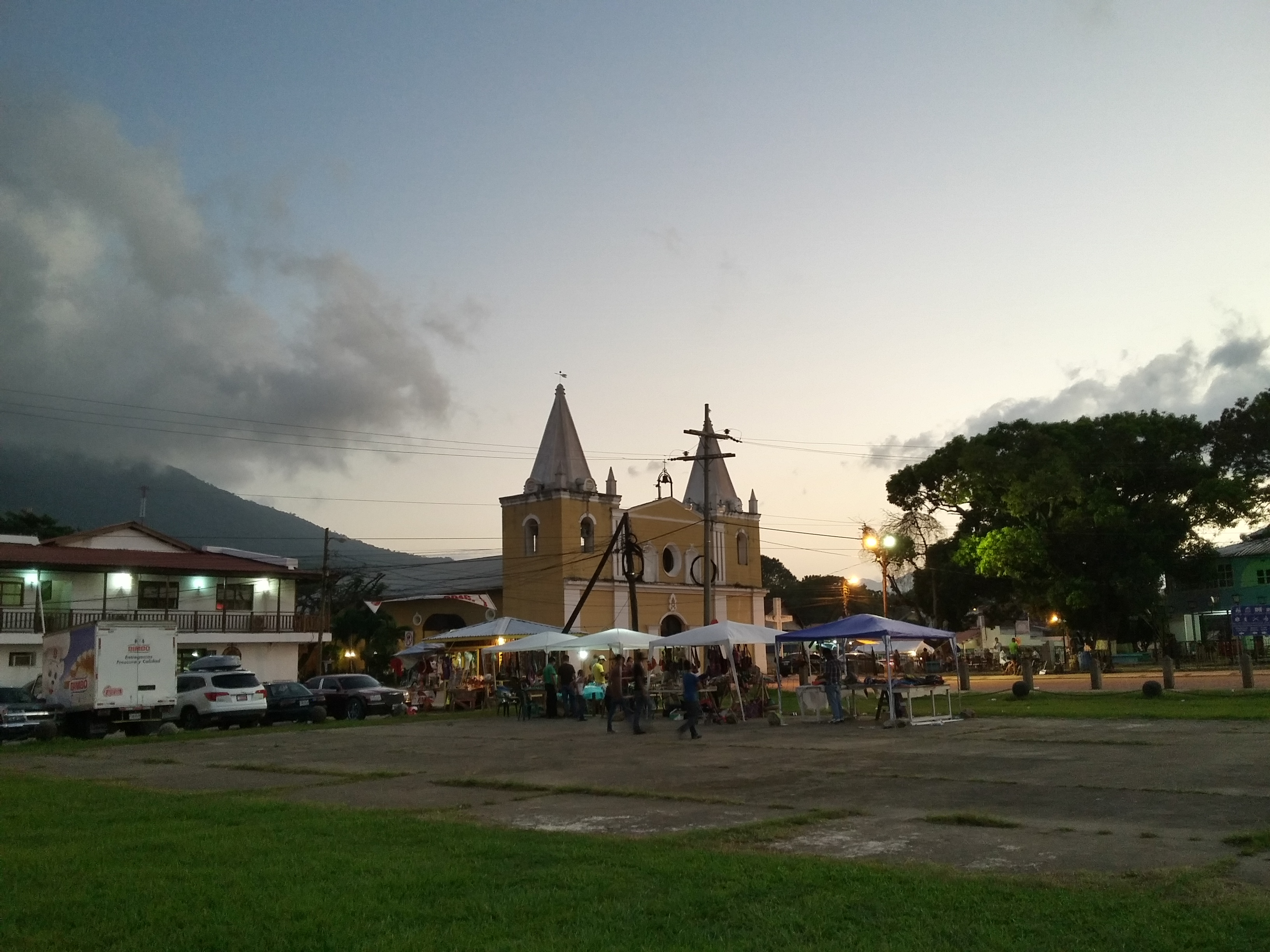
Otra vista del templo